# Bahnhof Distelhausen
Der Bahnhof Distelhausen wurde 1867 errichtet. Er besteht heute als Haltepunkt Distelhausen und liegt an der Bahnstrecke Lauda–Wertheim. Der ehemalige Bahnhof bzw. der Haltepunkt ist namengebend für den umgebenden Wohnplatz Bahnstation Distelhausen auf der Gemarkung des Tauberbischofsheimer Stadtteils Distelhausen im Main-Tauber-Kreis im fränkisch geprägten Nordosten Baden-Württembergs.

## Lage
Das ehemalige Empfangsgebäude befindet sich am Taubertalradweg bzw. an der Wolfgangstraße.

## Geschichte

### Bahnhof Distelhausen
Der Haltepunkt Distelhausen wurde ab 1866 von der Großherzoglich Badischen Staatseisenbahn zunächst als Personenstation errichtet. Ende September 1867 nahm die Bahnstation Distelhausen ihren Dienst mit einem großen zweiräumigen Dienstgebäude mit einem Fahrkartenschalter und Warteraum auf.
Am Ende des Zweiten Weltkriegs richtete die US-Army zwischen Dorf und Bahnhof ein Depot für Nachschub, Munition und Fahrzeuge ein.
Frühere Gleisanlagen wurden zurückgebaut. Ende der 1970er Jahre wurden die beiden Bahnübergänge geschlossen und zurückgebaut. Danach wurden die Schrankenwärter abgezogen. Ein Bahnübergang wurde durch eine Überführung in Höhe des Friedhofes ersetzt. 1981 wurde das Empfangsgebäude verkauft und ging in Privatbesitz. 2004 wurde ein Fahrkartenautomat in Betrieb genommen, 33 Jahre nach Schließung des Fahrkartenschalters. Im Laufe des März 2018 erhielt Distelhausen einen neuen behindertengerechten Zugang, eine neue Treppe und einen neuen Bahnsteig mit Leitsystem und neuer Beleuchtung.

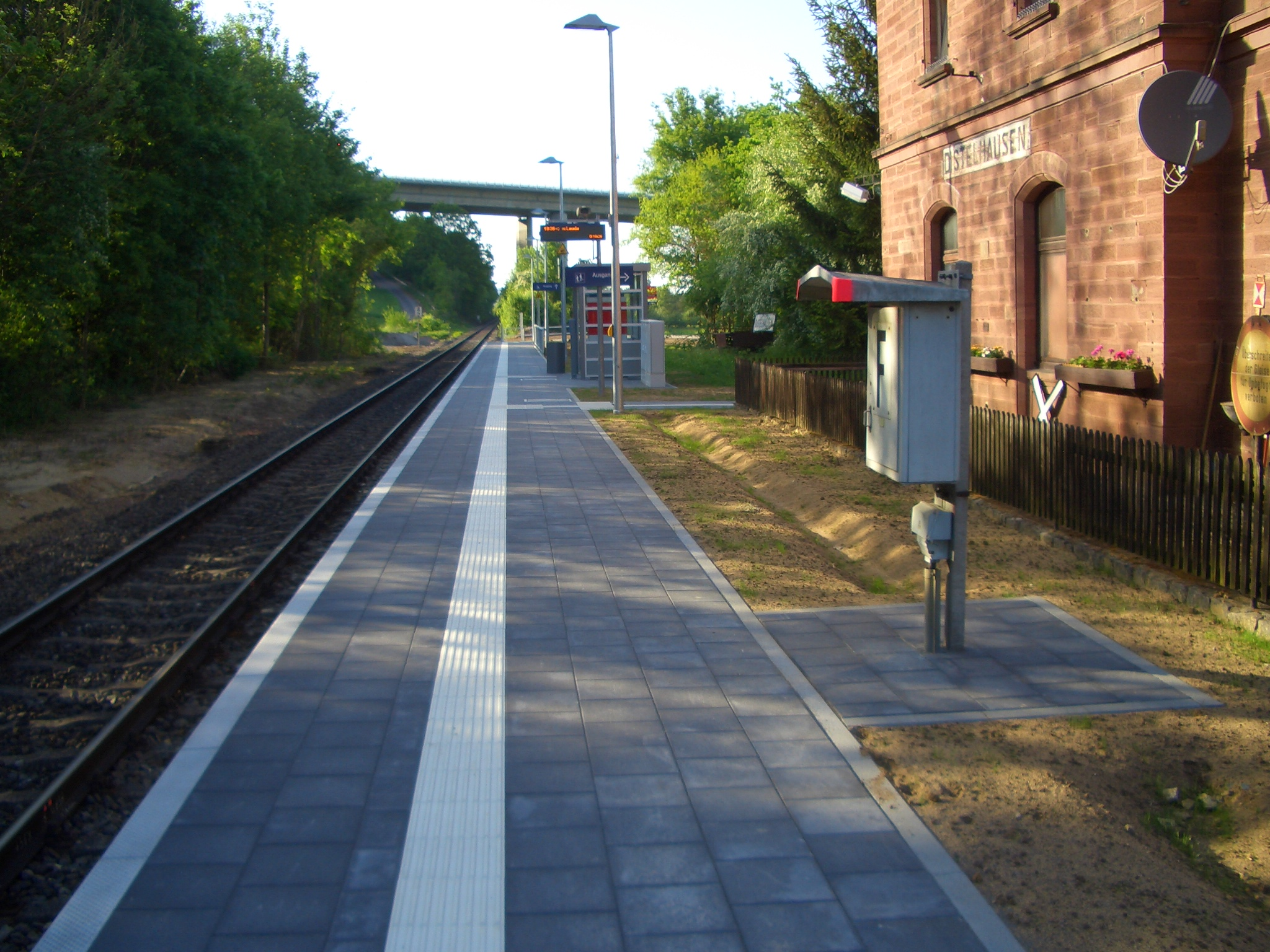
Erneuerter Bahnsteig
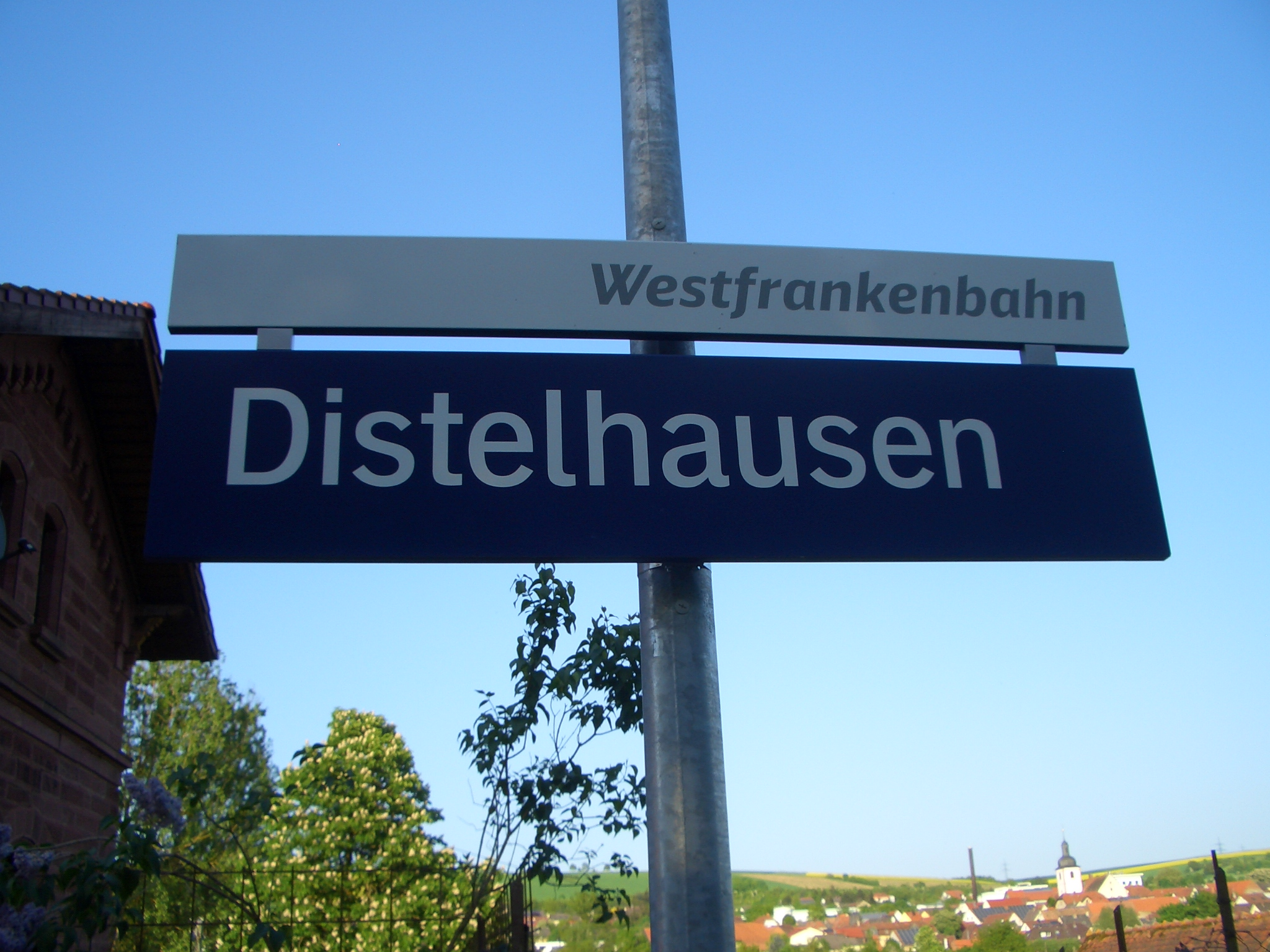
Heutiges Stationsschild
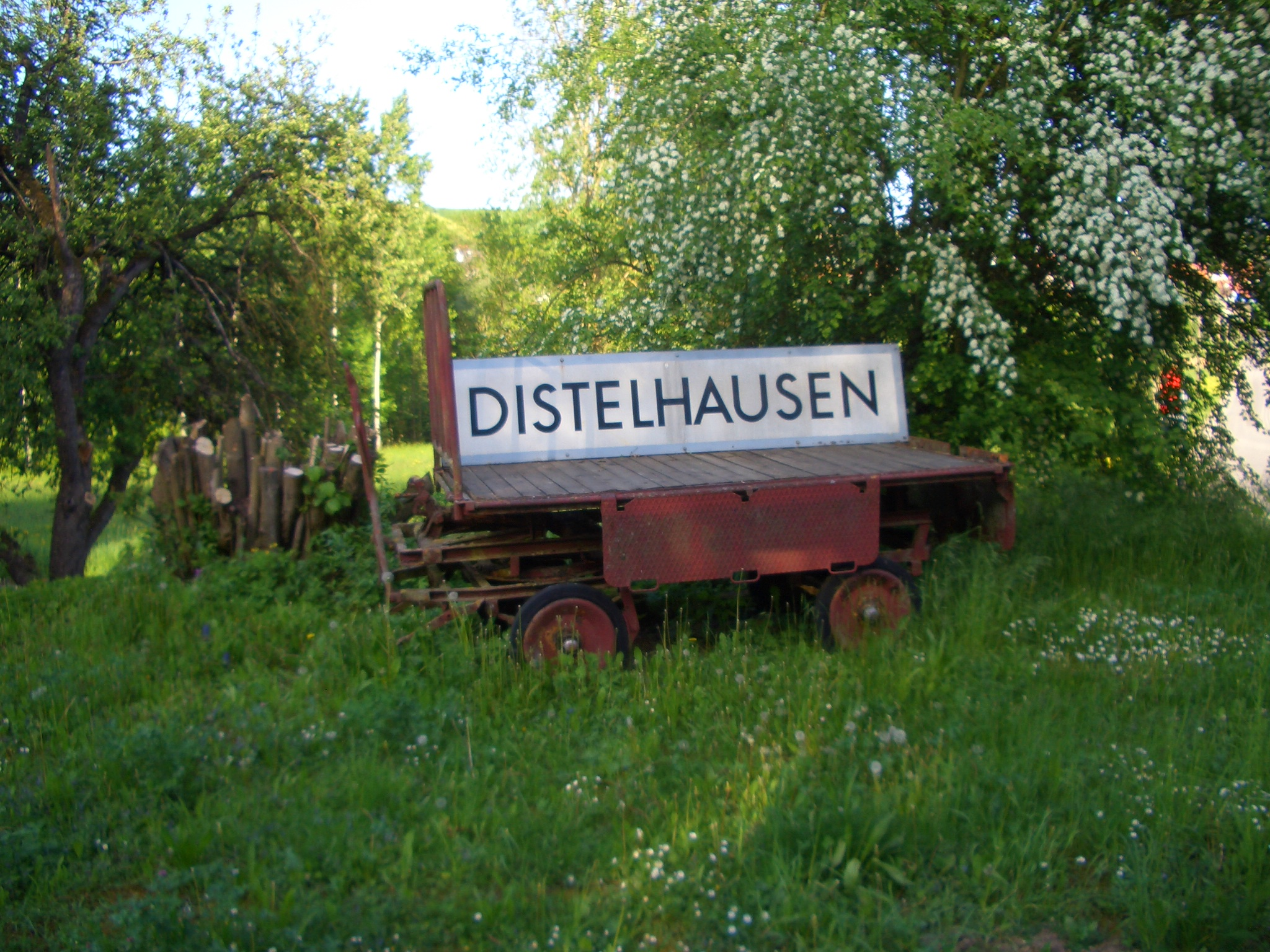
Ehemaliges Stationsschild

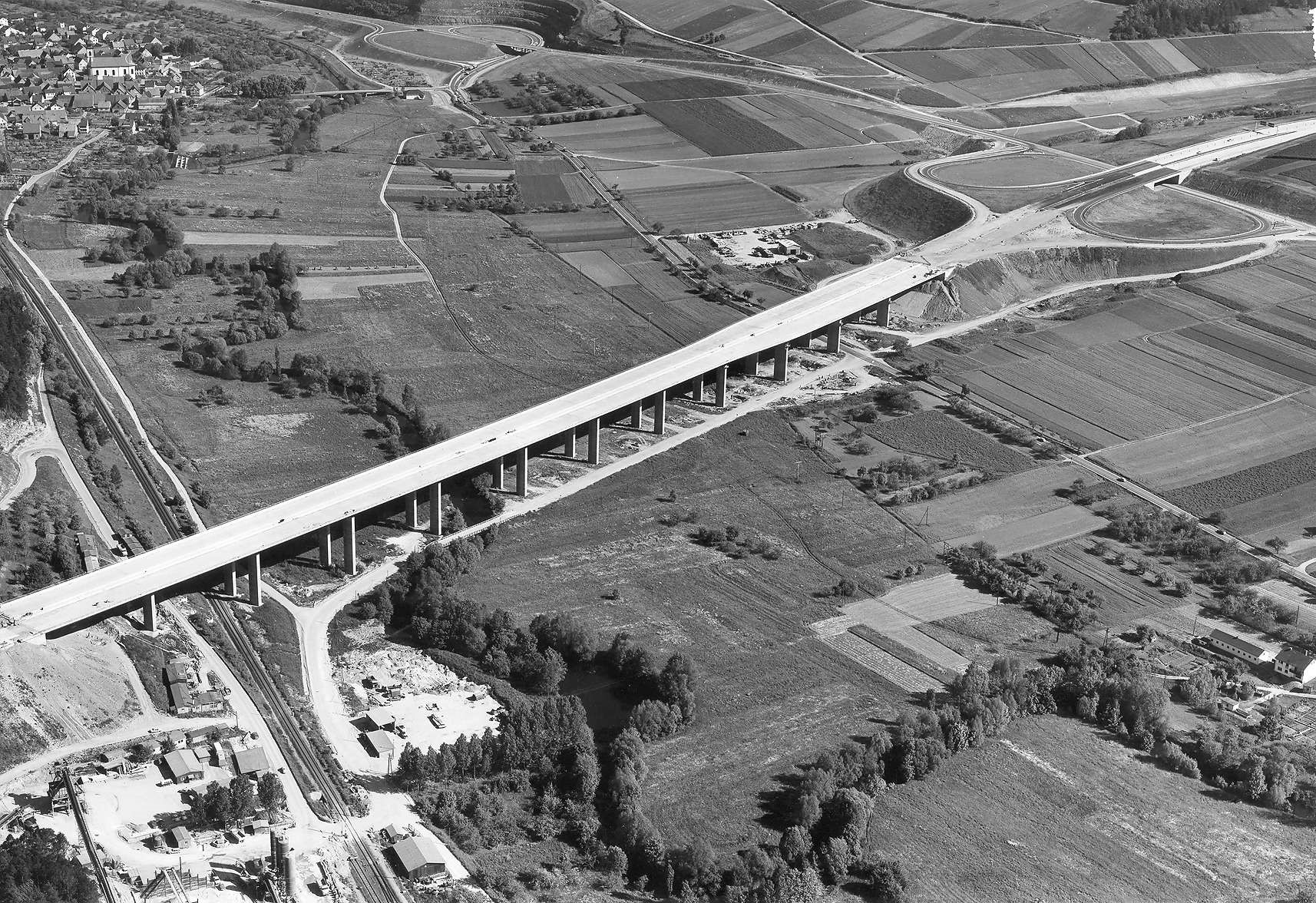
Der Deckenbaubahnhof Distelhausen (links unten) während des Baus der A 81 mit der nahe gelegenen Taubertalbrücke sowie der Anschlussstelle Tauberbischofsheim

### Deckenbaubahnhof Distelhausen
In den 1970er Jahren wurde während des Baus der Bundesautobahn 81 mit der nahe gelegenen Anschlussstelle Tauberbischofsheim sowie der nahe gelegenen Taubertalbrücke nördlich des Distelhäuser Bahnhofes ein zusätzlicher Deckenbaubahnhof errichtet. Ab September 1971 rollten in Ganzzügen über 1,7 Millionen Tonnen Baumaterial für die Autobahn A 81 in sogenannten Fad-Wagen an, die in einen Tiefbunker an einem 500 Meter langen Anschlussgleis gekippt wurden. Die Anlage bestand etwa zwei Jahre, ihr genaues Abbaudatum ist nicht bekannt.

## Denkmalschutz
Das ehemalige Bahnhofsgebäudes und der Streckenabschnitt bei Distelhausen stehen als Teil der Sachgesamtheit "Badische Taubertalbahn" unter Denkmalschutz.